# 홋타 마사하루
홋타 마사하루(일본어: 堀田正春, 1715년 4월 15일 ~ 1731년 3월 16일)는 일본 에도 시대의 다이묘로, 야마가타번의 2대 번주이다.
쇼토쿠 5년(1715년) 3월 12일, 홋타 마사나오의 맏아들로 태어났다. 아버지인 마사나오는 야마가타 번의 초대 번주 홋타 마사토라의 양자였으나, 교호 2년(1717년) 8월에 사망하였기 때문에, 마사하루가 세자 자리에 올랐다. 교호 14년(1729년) 마사토라가 사망하자 마사하루가 그 뒤를 이어 2대 번주가 되었다. 그러나 2년 뒤인 교호 16년(1731년) 2월 9일에 17세의 나이로 사망하였다. 아내와 후사가 없었기 때문에 홋타 마사스케가 양자가 되어 그 뒤를 이었다.
| 전임 홋타 마사토라 | 제2대 야마가타번 번주 (홋타가) 1729년 ~ 1731년 | 후임 홋타 마사스케 |